# Boss of Hangtown Mesa
Boss of Hangtown Mesa is een Amerikaanse western uit 1942 onder regie van Joseph H. Lewis.

## Verhaal
Drie corrupte prominenten hebben de stad Hangton Mesa in de houdgreep. Door de aanleg van een telegraaflijn zien ze hun invloedrijke positie bedreigd. Ze huren een vogelvrij verklaarde bandiet in om de telegraafmaatschappij te saboteren. Hij ontmoet een ingenieur en dwingt hem van kleren te ruilen. Bij zijn aankomst in het kamp van de telegraafmaatschappij wordt de ingenieur voor de bandiet gehouden en gevangengenomen.

## Rolverdeling
| Acteur            | Personage                |
| ----------------- | ------------------------ |
| Johnny Mack Brown | Steve Collins            |
| Fuzzy Knight      | Dr. J. Wellington Dingle |
| William Farnum    | Ezra Binns               |
| Rex Lease         | Bert Lawler              |
| Helen Deverell    | Betty Wilkins            |
| Hugh Prosser      | Utah Kid                 |
| Robert Barron     | Flash Hollister          |
| Michael Vallon    | Clint Rayner             |
| Henry Hall        | John Wilkins             |
| Fred Kohler jr.   | Clem                     |